# Courthézon
 Courthézon  es una población y comuna francesa, en la región de Provenza-Alpes-Costa Azul, departamento de Vaucluse, en el distrito de Aviñón y cantón de Bédarrides.
Está integrada en la Communauté de communes des Pays de Rhône et Ouvèze.

## Demografía
| 3575 | 3947 | 4337 | 4498 | 5166 | 5364 |
| Para los censos de 1962 a 1999 la población legal corresponde a la población sin duplicidades (Fuente: INSEE [Consultar]) |      |      |      |      |      |

Forma parte de la aglomeración urbana de Orange